# Henrietta nassau–weilburgi hercegnő
Henrietta (Kirchheimbolanden, 1780. április 22. – Kirchheim unter Teck, 1857. január 2.) nassau–weilburgi hercegnő.
Károly Keresztély nassau–weilburgi herceg és Oránia–nassaui Karolina Vilma hercegnő 15 gyermeke közül tizenegyedikként született, Kirchheimbolandenben.
Öt bátyja (György, Vilmos, Frigyes, Károly Lajos és Károly Vilmos), öt nővére (Auguszta, Vilhelmina, egy ismeretlen nevű, halva született leány, Karolina és Amélia) egy öccse (Károly), és három ismeretlen nemű, fiatalabb testvére született (halva).

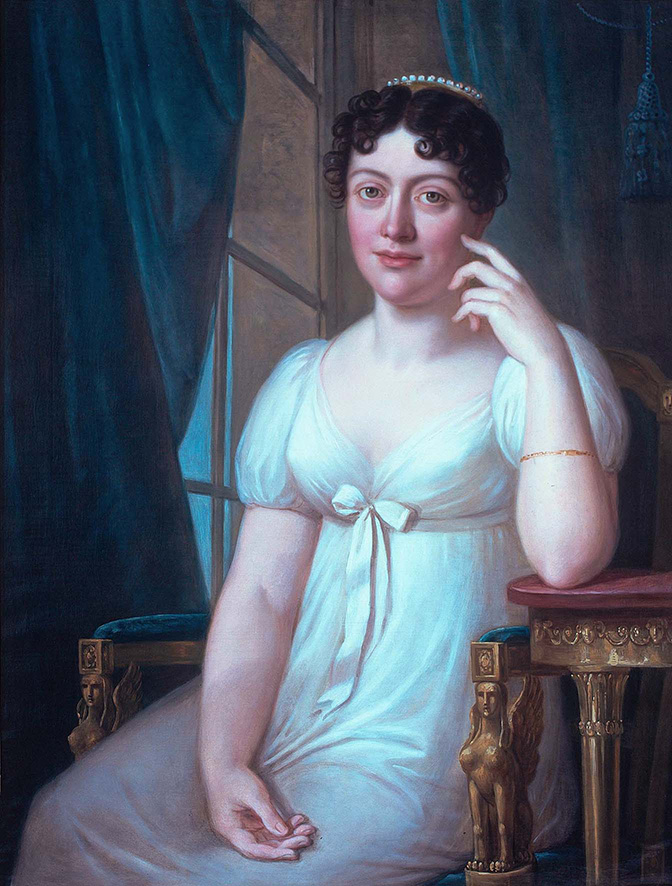
A fiatal Henrietta württembergi
hercegné (1800 k.)

1797. január 28-án, Bayreuth közelében a 16 éves hercegnő nőül ment a nála 23 évvel idősebb Lajos, württembergi herceghez, akinek öt gyermeket szült házasságuk 22 éve alatt:
- Mária Dorottya hercegnő, aki 1819-ben József nádor harmadik felesége lett.
- Amélia Teréza
- Paulina hercegnő, 1820-tól I. Vilmos württembergi király harmadik felesége.
- Erzsébet Alexandrina
- Sándor herceg, aki 1835-ben Rhédey Klaudia magyar grófnőt vette feleségül.

1819-ben Henrietta megözvegyült, s többé nem ment férjhez. 1857. január 2-án, 76 évesen érte őt utol a halál Kirchheim unter Teckben.